# آشوریان و آذربایجان غربی در جنگ جهانی اول

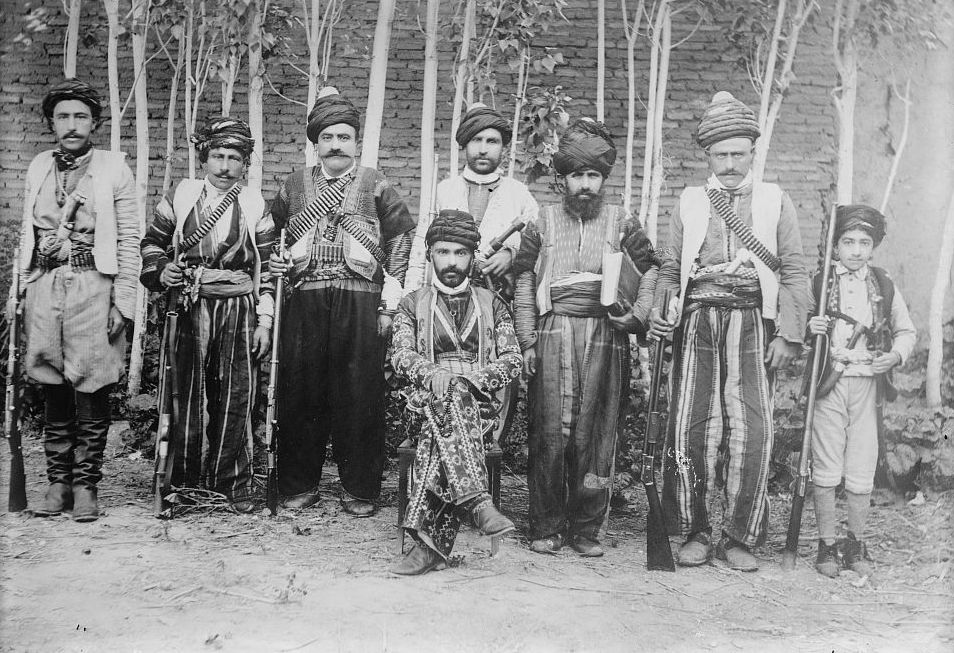
اسقف نسطوری در ایران، بین ۱۹۱۰ تا ۱۹۱۵

جلو، نام منطقه‌ای کوهستانی در جنوب دریاچه وان در ناحیهٔ حکاری ترکیه‌است که تا پیش از جنگ اول جهانی محل زندگی طایفه‌ای از قوم آشوری در عثمانی بود. بدنبال هم‌پیمان شدن آشوری‌ها با روسیه در جنگ و رخ‌دادن نسل‌کشی آشوری‌ها در عثمانی، جمعیت بزرگی از آشوری‌ها به ایران فرار کردند. بدنبال روس‌ها و جلوها، لشکریان عثمانی و دسته‌های مسلح کرد هم‌پیمان ایشان به غرب آذربایجان ایران آمدند و خاک ایران صحنه جنگ این نیروهای متخاصم شد. جنگ دامنه‌دار دولت‌ها در خاک ایران و مسلح نمودن گروهای قومی و دینی طرفدارشان زمینه‌ساز تلفات غیرعادی ایرانیان (اعم از آذری، کرد، ارمنی و آشوری) در غرب آذربایجان شد، (آشوری‌ها خواهان همکاری سمیتکو جهت تصرف تبریز بودند.) مخالفت سمیتقو و کشتن مارشیمون، توسط اسماعیل آقا سمیتقو، باعث کینه‌توزی آشوری‌ها و مرگ بخش بزرگی از ایرانیان شده و باز هنگام غلبه جلوها بر عثمانیان و کردها، تعداد بسیار زیادی از ایرانیان کشته شدند. سمیتقو به بهانهٔ کشته شدن برادرش جعفر آقا در روستاهای پیرامون ارومیه که برخی شیعه‌نشین و برخی آسوری و حتی روستاهایی که کردنشین بودند، با حمایت و پشتیبانی عثمانیان قتل و غارت می‌کرد. جلوها هم با پشتیبانی روس‌ها، انگلیسی‌ها و فرانسویان تشکیلات نظامی به وجود آورده بودند و افراد محلی را غارت و کشتار می‌نمودند. بعضی از نویسندگان از جمله علی خامنه‌ای، این وقایع را توطئه خارجیان برای جدا نمودن این ناحیه از ایران و تبدیل آن به یک کشور مسیحی می‌دانند. ایران با وجود بی‌طرفی، در جنگ اول جهانی، حدود یک چهارم کل جمعیت خود را در درگیری‌ها، قحطی و همه‌گیری بیماری‌ها از دست داد، اما اوضاع در شمال ایران، مخصوصاً آذربایجان غربی از همه‌جا بدتر بود.

## پیش‌زمینه

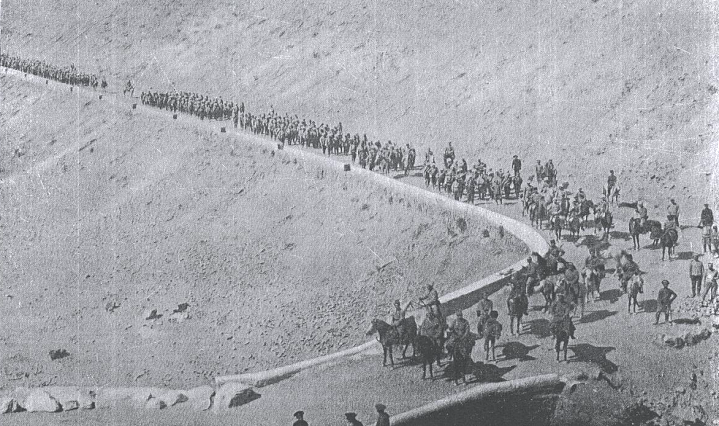
گردان یکم واحد داوطلب ارمنی تحت فرماندهی آندرانیک

اگرچه در اوایل ۱۹۰۰ تنش میان ملی‌گرایان ارمنی و روسیه بالا گرفت، اما به واسطهٔ آغاز جنگ جهانی اول و نسل‌کشی ارمنی‌ها در عثمانی، این تنش تحت شعاع قرار گرفت. دولت روسیه به عنوان دشمن عثمانی، به‌طور طبیعی متحد ملی‌گرایان ارمنی تلقی می‌شد. روس‌ها در حدود سال ۱۹۱۴–۱۹۱۵ میلادی اقدام به تأسیس دولتی از مناطق تازه اشغالی از عثمانی در اطراف دریاچه وان کردند که بعدتر به ارمنستان غربی معروف گشت. ارمنیان در خلال جنگ از روسیه حمایت می‌کردند که منجر به آزار عثمانی شد. وضعیت آشوریان مسیحی نیز که در شمال غرب ایران در جایی که نیروی‌های روس‌ها در حال جنگ با آخرین بقایای عثمانی بودند می‌زیستند با دشواری‌هایی روبرو شد. شهر مرزی ارومیه، دارای جمعیت بزرگی از آشوریان نسطوری بود که توسط نیروهای روسی که با عثمانی می‌جنگیدند محافظت می‌شد، علاوه بر این عده، به تشویق مسیونرهای مذهبی فرانسوی و آمریکایی در ارومیه، جمعیت بزرگی از آسوری‌های استان‌های شرقی عثمانی هم به ایران و ناحیه آذربایجان غربی پناه آورده بودند که جمعیت این عده بالغ بر پنجاه هزار نفر بود، ایرانیان هم با ورود این عده هیچ مخالفتی نکردند و حتی برای کمک به این عده که در وضع بد اقتصادی بودند اعانه ملی منتشر نمودند.
در نوامبر ۱۹۱۵ پس از خروج ارتش روسیه زیر حملات نیروهای تُرکان عثمانی و کُردها از شمال آذربایجان، ارمنیان و آشوریان منطقه از آنجای گریختند. عده‌ای در سرما و برف مُردند و آن عده که جان سالم به دربردند، به ارومیه پناه بردند که در آنجای نیز پس محاصره، نزدیک به پنج هزار مسیحی توسط ترکان عثمانی و کردها کشته شدند. این کشتار تا بازستانی کنترل این منطقه در ژوئن ۱۹۱۹ توسط دولت مرکزی ایران ادامه یافت.
انقلاب روسیه، آشوری‌ها را بی‌پشتیبان رها کرد؛ از آن پس باید به تنهایی با ترک‌های عثمانی، عرب‌ها و کردان می‌جنگیدند. با وجود اینکه آشوری‌ها دسته‌های مسلح قابل توجهی داشتند، اما باز به حمایت یک قدرت بزرگ برای مقاومت در برابر قوای منظم ترک و غیر منظم کرد نیاز داشتند. با توجه به اینکه ارتش آسوری جناح شمالی ارتش ترک را جدا تهدید می‌کرد و عثمانی‌ها با انگلیسی‌ها در میانرودان و جنوب ایران درگیر بودند، انگلیس نقش حامی آسوری‌ها را بر عهده گرفت. انگلیس‌ها برای اینکه آسوری‌ها را وارد بازی خود کنند، آماده بودند تا وعده حمایت از یک دولت مستقل آسوری را بدهند .مارشیمون اشایی می‌نویسد " دولت بریتانیا از طریق کاپیتان جورج اف. گریسی (Captain George F. Gracey)، که تحت فرمان اینتلیجنت سرویس عمل می‌کردو مخصوص به این وعده از وان، پایگاهش، آمده بود تا آسوری‌ها را تشویق کند تا مقاومت خود را ضد ترک‌ها سازماندهی کنند، در همایشی که در دسامبر ۱۹۱۷ یا اوایل ژانویه ۱۹۱۸ برگزار شد، هزینه‌های تجهیز سربازان آسوری و حقوق آن‌ها را بر عهده گرفت و حمایت بعدی از ملت آشوری را تعهد نمود.
ص۱۳۰

## ورود عثمانی‌ها به داخل خاک ایران

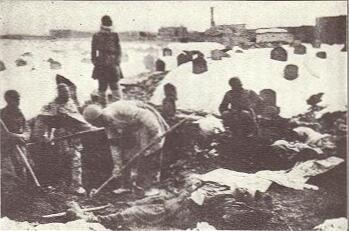
در دوران محاصره میسیون آمریکاییها، هر روز تعدادی از محاصره شدگان از بیماری تلف می‌شدند

چون عثمانی پا به جنگ نهاد در مرزهای ایران ناامنی رخ نمود. از یکسو کردان به‌نام جهاد یا به آهنگ تاخت و تاراج سخت بشوریدند و از سوی دیگر آسوریان مایه گرفتاری شدند زیرا از سال‌های دراز پیشین در زیر دست مسیونرهای آمریکا و فرانسه کینه مسلمانان را در دل گرفته و پس از آمدن روس‌ها به ایران خود را به ایشان بسته بودند و روس‌ها هم به ایشان جنگ‌افزار داده بودند. ابتدا در هشتم آبان ۱۹۱۵ کردان عثمانی از مرز ایران گذشتند و به خاک ایران ریختند و بدون اینکه فرقی بین شیعه و سنی و مسلمان و آشوری بگذارند ده دیه را غارت نمودند و کشتارهایی هم نمودند. تا اینکه روس‌ها سپاه فرستادند و ایشان را بیرون نمودند. این شکست عثمانی‌ها در هفتم دیماه بود. از سوی دیگر هم در میاندوآب و هم در اوایل نبرد ساری‌قمیش در قفقاز روس‌ها شکست خوردند و این منجر شد که سپاه عثمانی به تبریز و آذربایجان بیاید و روس‌ها تا مرند عقب‌نشینی کردند. سپس دوباره روس‌ها در ۲۵ دیماه دست بالا را پیدا کردند و به تبریز برگشتند. کردان و عثمانی‌ها در مهاباد تجمع پیدا کردند و روس‌ها در مقابل عثمانی‌ها و کردان صمصام چاردولی را گماردند و به او پول و جنگ‌افزار دادند. در روز ۱۱ و ۱۲ دی روس‌ها به صورت ناگهانی ارومیه را ترک کردند و همپیمان‌های آسوری و ارمنی خود را در ارومیه تنها گذاشتند که ایشان در چند ماه گذشته دست به بدرفتاری با مردم ارومیه زده بودند و خونریزیهایی هم نموده بودند. حدود ده هزار نفر از ایشان به سختی و در برف همراه روس‌ها از شهر بیرون رفتند که در راه بسیاری از ایشان تلف شدند. بقیه، یعنی حدوداً ۳۵۰۰۰ نفر به بیمارستان آمریکایی‌ها یا به مسیونرهای فرانسوی پناهنده شدند و بسیاری را هم ایرانیان در درون خانه‌های خود پناه دادند. سپس دو روز پس از رفتن روسها، حدود سی هزار نفر از کردان از سوی کوهستان به شهر هجوم آوردند و رشید بیگ عثمانی هم با لشکر از پس آنها وارد شهر شد. رشید بیگ جلوی بی‌قانونی را می‌گرفت اما نوری بیک و راغب بیک که دو سرکرده عثمانی بودند به مسیحیان ستم بسیار نمودند. قتل‌عام روستای گلپاشان که آبادی آسوری‌نشین بزرگی بود در این زمان رخ داد و آن بیست هزار نفری که در باغ بیمارستان آمریکایی‌ها پناه گرفته بودند کم‌کم دچار بیماری‌هایی مانند تیفوس شدند که اهالی بسیاری از مسلمان و مسیحی ارومیه را به هلاکت افکند به نحوی که حدود ۵۰۰۰ نفر از مسیحیان و چند برابر از مسلمانان در این میان نابود شدند.

## شکست عثمانی‌ها و پاسخ جلوها
چهار ماه پس از این وقایع (۲۷ فروردین، ۱۵ آوریل ۱۹۱۵) در دیلمقان، طی نبرد دیلمقان روس‌ها عثمانی‌ها را شکست دادند و در آخر اردیبهشت، عثمانیان به سرعت ارومیه را تخلیه نمودند. آسوری‌ها و ارامنه، کینه کردان و عثمانیان را از ایرانیان جستند. این بار آسوری‌ها و ارامنه بیرون ریخته و دست به تاراج و آزار مردم گشادند و فلیپ پرایس، خبرنگار روزنامه منچسترگاردین می‌نویسد که رفتار ایشان تنها یک‌کمی بهتر از رفتار کردان و عثمانی‌ها بوده‌است و جیلوها در روستاها به کشتن مردم تهیدست و بیگناه می‌پرداخته‌اند.
آسوریان بومی ایران که تا این زمان در اطراف ارومیه در روستاها زندگی می‌کردند، حدود پنجاه هزار نفر تخمین زده می‌شدند که غیر از آسوریان جیلو بودند که از عثمانی فرار کرده بودند. تا این زمان، ایشان در ایران آسوده زندگی می‌کردند و ارتباط ایشان با مسلمانان خوب بود. اما پس از اینکه میسیونرهای روس، فرانسوی و آمریکایی کسانی از ایشان را از کیش قدیمی نستوری خود برگرداندند و ارتودکس، پروتستان یا کاتولیک نمودند، اندیشه‌هایی از دشمنی با دیگر ایرانیان در ایشان دمیدند و روزنامه‌هایی با زبان سریانی بنام «جوخو» و «زاهریراباهر» در ارومیه منتشر نمودند.
سال ۱۲۹۵، در ارومی آسوریان که در زمستان ۱۲۹۳ همراه روس‌ها کوچ کرده بودند و سپس برگشته بودند، کینه کردان و عثمانیان را از ایرانیان می‌جستند: بعضی از افراد را در دهات ریسمان به گردن انداخته و سرشان را از سوراخ دیوار گذرانده و با گاو ریسمان را می‌کشیدند تا سر آن فرد از بدن جدا شود. جیلوها در دهات پراکنده شده و از زدن و گرفتن و آزردن ایرانیان دریغی نداشتند.

## انقلاب روسیه
در بهار ۱۲۹۶ (۱۹۱۷)، در روسیه انقلاب شد و کارها ناگهان بر طرفداران روسیه در ایران گران گشت. بیشتر سربازان روس که درایران بودند، از فرماندهان خود فرمانبری نمی‌کردند و در شهرها بازار را غارت می‌کردند مثلاً در چهاردهم تیر بازار ارومیه را غارت کردند و سه نفر را کشتند و بازار را آتش زدند.

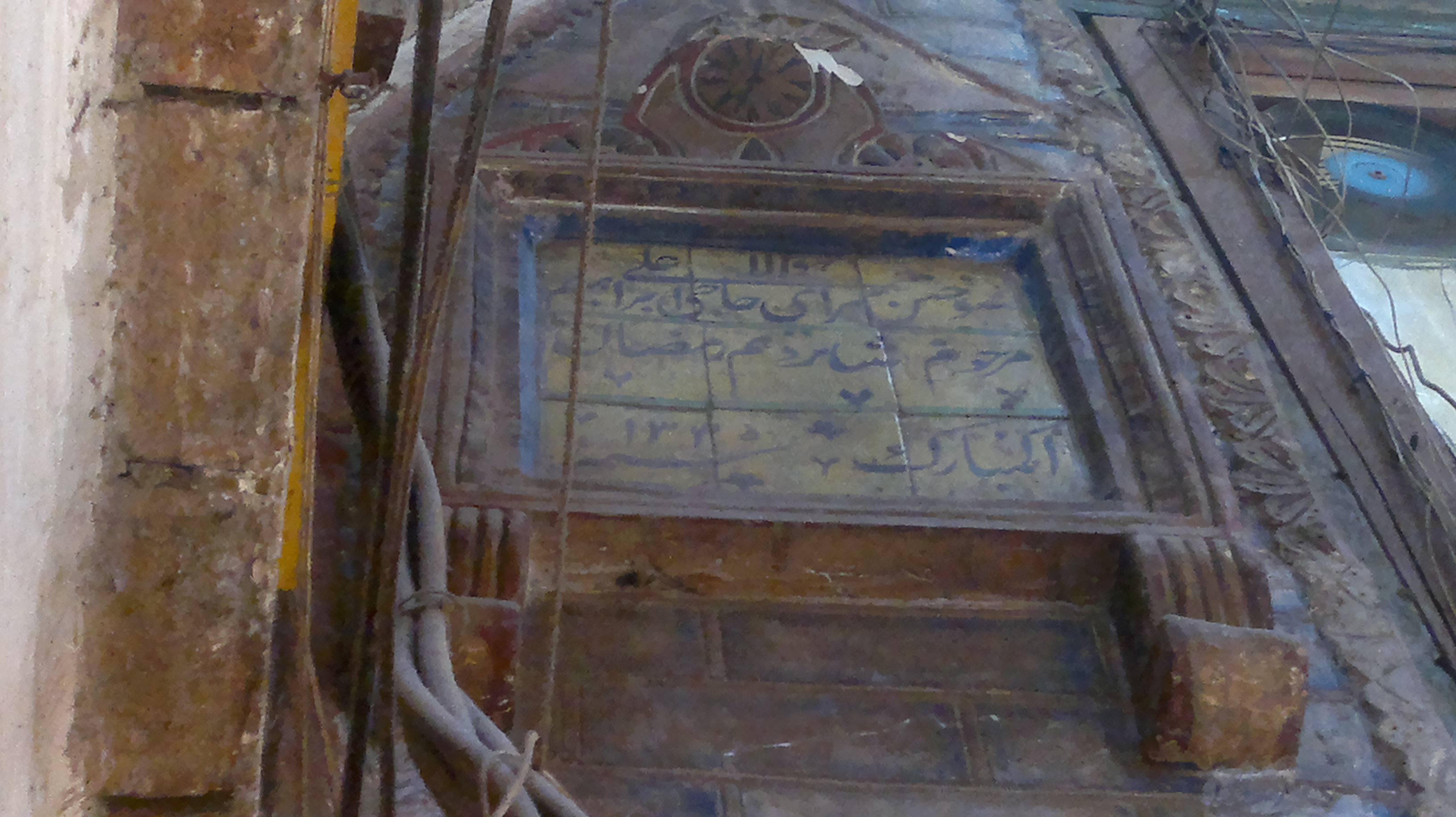
کتیبه سوختن بازار ارومیه در تاریخ شانزدهم رمضان ۱۳۳۵ مطابق با ۱۵ تیر ۱۲۹۶ (۱۹۱۷)

در دهات، جیلوها نه تنها تاراج می‌نمودند، بلکه کشتار و آتش زدن هم انجام می‌دادند. در نیمه‌های مرداد ارمنیان، سالداتها و جیلوها در نازلوچای بسیاری را کشتند و هشت، نه ده دیگر را هم غارت نموده و دست به کشتار زدند و حتی کودکان شیرخوار را هم می‌کشتند.
در آبانماه همان سال، روس‌ها و آسوری‌ها رفتار بد خود با مردم را ادامه داده و به شوخی در مراسم عاشورا یکنفر را کشتند و پنج نفر را زخمی نمودند.

## کشتار مردم ارومیه بدست مسیحیان
چون انگلیس و فرانسه پی بردند که در ایران دیگر روس‌ها توانایی جلوگیری از عثمانی‌ها و آلمان‌ها را ندارند، پیرامون اینکه دسته‌هایی از سپاه از ارمنی‌های ایران و عثمانی به وجود آورند با مارشیمون، پیشوای آسوریان وارد مذاکره شدند و از راه جلفا به ارومیه آمدند، میسونرهای آمریکایی هم با ایشان همدستی نموده و پولهایی که بابت امور خیریه از آمریکا می‌آمد را صرف سپاه آرایی برای آسوریان می‌کردند.
فرانسه در سپتامبر ۱۹۱۷، برای درمان روس‌هایی که در نبرد با عثمانی‌ها زخمی می‌شدند، یک واحد سیار بیمارستانی (به فرانسوی: l’Ambulance) به روسیه فرستاد که ستاد آن در تفلیس بود؛ این واحد از تفلیس به ارومیه اعزام شد و بعد از خروج روسها، هم کمک‌های انسان‌دوستانه و هم کمک نظامی به واحدهای شبه‌نظامی مسیحی محلی ارائه کرد میسیون لازاریست‌ها (فرانسویان) در اصل نظامی-کاتولیک بود و حتی با پروتستان‌ها و غیردینی‌ها (سکولارها) هم دشمنی می‌کرد.ص۴ باوجود غیردینی شدن حکومت، دولت فرانسه میسیون کاتولیک را ابزار نفوذ مهمی در ایران می‌دید.ص۵دکتر شد، رئیس میسیون آمریکایی، که از ژانویه ۱۹۱۸ رسماً کنسول آمریکا در ارومیه هم بودص۱۴، در دفاع از پرداخت هزینه‌های جنگی از پول اعانه مذهبی میسیون آمریکایی نوشت که بعداً این هزینه از مقامات نظامی انگلیس بازپس گرفته خواهد شدص۱۵، که ابتدا دفتر روابط خارجی انگلیس از پرداخت آن سر باز زد، اما پس از آنکه مدارکی دال بر نقش کاپیتان گریسی (به انگلیسی: Captain Gracey) در اطمینان دادن به ارتش ارمنی-آسوری ارائه شد، انگلیس هزینه‌ها را پرداخت.ص ۱۶و ص ۱۵
در این میان یک آرزوی خامی در ذهن مارشیمون و دیگر سران آسوری افتاده بود که یک کشور آزادی برای آسوریان در ناحیه ارومیه و پیرامون آن پدیدآورند.
مارشیمون و آقا پتروس و دیگر سران آسوری و مسیحی، به همدستی مستر شت مسیونر آمریکایی که نایب کنسول آمریکا هم بود و به همداستانی مسیو نیکیتین و فرانسوی‌ها یک واحد نظامی در سرای حاجی مستشار دایر نموده و شروع به سربازگیری از اطراف نمودند. در بهمن آن سال یک نفر جلو دو نفر مسلمان و یهودی را در بازار به قتل رساند که منجر به قتل چهار نفر دیگر هم از رهگذران بیگناه شد، سپس دسته‌ای از جلوها از بیرون شهر شروع به کشتار در بیرون شهر نمود که حدود صد نفر از اهالی دهات را به قتل رسانید. اقدام دو نفر از اهالی برای دفن کردن کشته‌هایی که بیرون شهر بر زمین مانده بودند به شروع جنگ کامل انجامید و مسیحیان در شهر هر کسی را که دید به گلوله بستند. سپس جلوها شروع به توپ بستن شهر کرده و سرانجام هیئت صلحی به کنسولگری روسیه نزد مارشیمون رفت. قزاقان شهر هم که رئیس ایشان روس بود به دستور او پرچم سفید برافراشتند که باعث دلیر شدن آسوریان شد و با حمله به قزاقخانه هر قزاقی را که یافتند به قتل رساندند. پس از این قتل‌عام اهالی ارومیه اتفاق افتاد که با تأکید و پیگیری مستر شت نایب کنسول آمریکا ادامه پیدا کرد. حدود ده هزار نفر از مردم بیگناه، شامل زن و بچه و مردم عادی طی این کشتار نابود شدند. این آمار تنها مربوط به شهر ارومیه ونه دهات آن بود و در دهات کشتار بزرگتری اتفاق افتاد.
پس از آن مارشیمون آهنگ سلماس کرد و می‌رفت تا سلماس را نیز زیر فرمان خود درآورد و چون شمار آشوریان و ارمنیان را کم می‌دید، می‌رفت تا با سمیتقو دیدار کرده و وی را نیز با خود همداستان کند.

## کشته شدن مارشیمون بدست سمیتقو

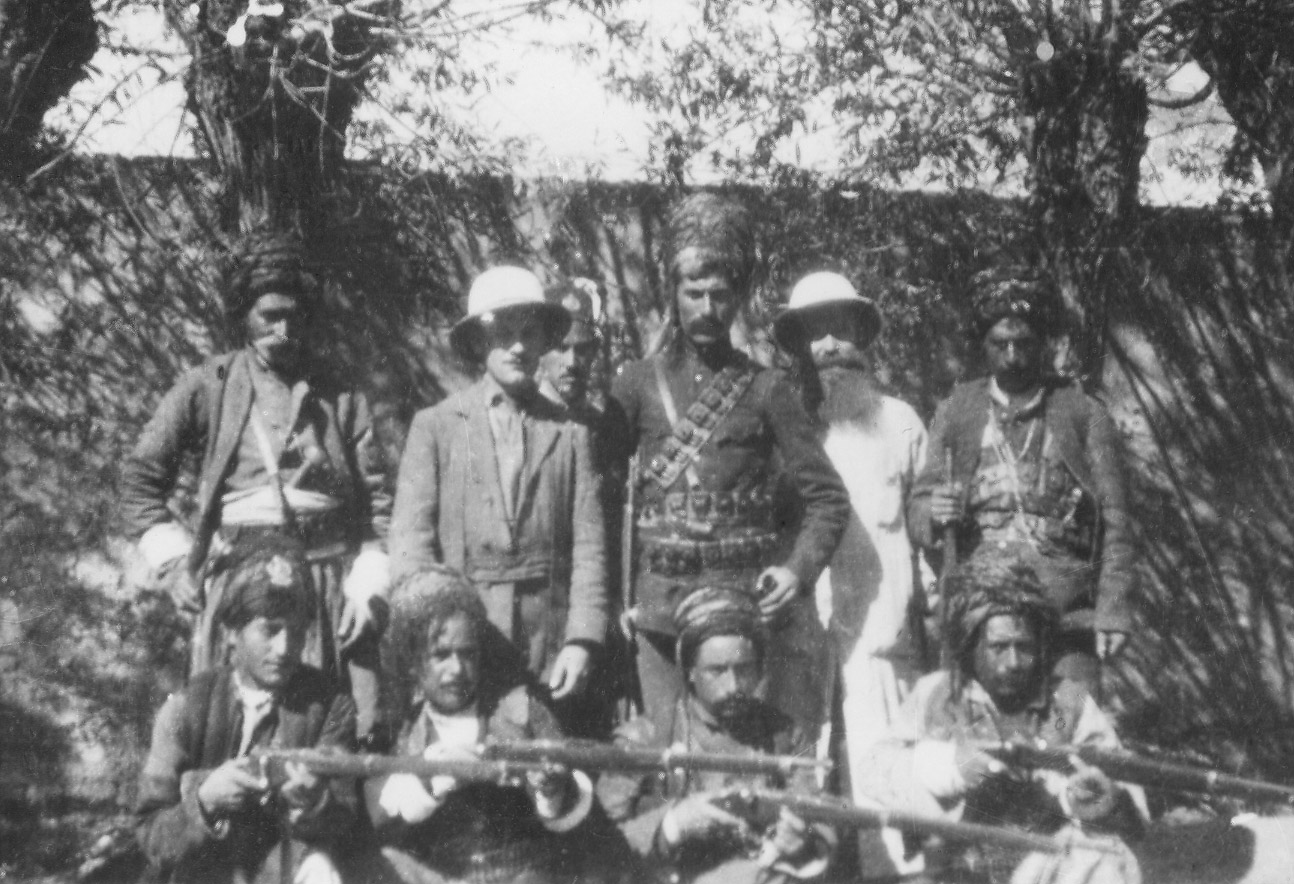
سمیتقو در وسط، دکتر شت، میسیونر آمریکایی در سمت راست او

مسیحیان که در ارومیه می‌کوشیدند به پشتیبانی بیگانگان کشوری در برابر ایران پدیدآورند، چون شماره خود را کم می‌دیدند بر آن شدند که کردان را نیز همدست کنند و در این زمینه سیمتقو را بهتر دانستند. دو سه روز پس از کشتار ارومیه، مارشیمون که در ظاهر می‌گفت که با کشتار و تاراجی که می‌شود موافق نیست و می‌خواهد خود را کنار بکشد ولی در باطن برای به دست گرفتن سلماس و دیدار با سیمیتقو می‌رفت که او را با خود همداستان کند، در کهنه شهر با سمیتقو دیدار کرد. کسروی می‌گوید: دو تن چون با هم نشستند، مارشیمون به سخن پرداخت ما همه گفته‌های او را نمی‌دانیم. آنچه از زبان خود سیمیتقو بیرون افتاده آن است که مارشیمون به او گفته 
این سرزمین که اکنون کردستان نامیده می‌شود میهن همه ماها بوده ولی جدایی در کیش، ما را از هم پراکنده و به این حال انداخته. اکنون می‌باید همدست شویم و این سرزمین را خود بدست گیریم و با هم زندگی کنیم. ما سپاه بسیج کرده‌ایم ولی سوار نداریم اگر شما با ما باشید چون سوار بسیار دارید بر سر تبریز می‌رویم و آنجا را هم می‌گیریم 
. بعد از خاتمه جلسه هر دو باهم دست مودت داده و به یکدیگر قول همکاری می‌دهند جناب مارشیمون از اتاق خارج شده و به طرف کالسکه رفته و هنگام سوار بر کالسکه مورد هدف شلیک طپانچه سیمیتقو قرار می‌گیرد با شلیک گلوله سیمیتقو کردها آسوری‌ها را در آن دم نشانه گرفته و می‌زنند به طوری که تمام صد و چهل نفر آسوری به جز چند نفر همه کشته می‌شوند. پس از آن خود سمیتقو این داستان را بارها با افتخار تعریف می‌کرده که از پیش سر کشتن مارشیمون را داشته و بجز برادرش علی آقا کس دیگری را آگاه نکرده‌است تا مبادا مارشیمون بویی ببرد. وی مدعی بود که ایرانیان قدر این کشتن مارشیمون و دیگر آشوریان همراهش را ندانسته‌اند.

### پیامد کشته شدن مارشیمون
چون آسوریان از کشته شدن پیشوای خود آگاه شدند، سخت برآشفتند و همان شب به سوی کهنه شهر حرکت کردند و هرکه از مردم محلی را دیدند کشتند و شهر را به آتش کشیدند. بیش از هزار نفر زن و کودک و مرد در کهنه شهر کشته شد. روز دوشنبه ۲۷ اسفند که خبر کشته شدن مارشیمون به آسوریان و جلوها رسید، از سران خود برای کینه جویی اجازه خواستند که ایشان اجازه ۱۲ ساعت کشتار دادند. در نتیجه ده هزار و اندی دیگر از ساکنین بیگناه ارومیه کشته شدند. بسیاری از کلیمیان ارومیه هم در این گیرودار به قتل رسیدند. پس از آن آقا پتروس، برای کینه جستن از سمیتقو بابت کشتن مارشیمون همراه با توپچیان روسی به چهریق مقر سمیتقو حمله کرد و پس از فرار اسماعیل آقا سمیتقو، هر مردی را که در چهریق باقی‌مانده بود، قتل‌عام نمود و از زنان یکی مادر سمیتقو و دیگری دختر جعفر آقا برادرش بود که اسیر کردند و به پیروزمندانه به ارومیه بازگشتند. اما در دیلمقان چون خود مردم سلاح دست گرفتند و نیز با توجه به کمک رسیدن از تبریز و شرفخانه کشتار صورت نگرفت. اما پس از چندی دسته‌هایی دیگر از مسیحیان از ارومیه به دیلمقان آمدند و چون شمار مسیحیان زیاد شد، مسلمانان بیمناک شدند. در آنگاه آشوریان پیام فرستادند که اگر شهر را بی‌جنگ تسلیم کنید به کسی آسیبی نمی‌رسد وگرنه با کشتار شهر را خواهیم گرفت. در آن هنگام وثوق‌الممالک نامی حاکم شهر بود و تصمیم گرفت شهر را تسلیم کند. مردم شهر عده‌ای نومیدانه شهر را ترک کردند و عده‌ای در خانه‌های خود ماندند. غروب همان روز سامون با دسته‌ای از ارمنیان به شهر آمدند و همان‌طور که گفته بودند غارت نکردند. فردا دستهٔ جلوها به همراه آقا پتروس از چهریق بازگشته بودند به شهر آمدند و آنان ابتدا نیز غارت و کشتار نکردند اما شروع به آزار و اذیت مردم می‌کردند و کالا و ابزار گرانبها در خانه‌ها را می‌ربوند. آن عده که فرار کرده بودند بسیاریشان دوام نیاورند و مردند و عده کمی موفق شدند به خوی درآیند و مورد استقبال مردم خوی قرار گرفتند. بعدها منابع آشوری ادعا کردند که سمیتقو از حاکم تبریز دستور کشتن مارشیمون را گرفته بوده و علت انتقام گرفتن از مردم ارومیه همین بوده‌است، این منابع توضیح ندادند که بلافاصله پس از اقدام سمیتقو، از کجا فهمیده بودند که دولت ایران در آن قتل دخیل بوده‌است.

### میزان قوای نظامی آسوریان
نزدیک به ۱۲ هزار خانواده جلو با مارشیمون از خاک عثمانی آمده بود. نزدیک به ۲۰ هزار خانوار از ارمنیان و آسوریان خود ارومیه و سلماس و سلدوز و پیرامون بودند که به آنان پیوستند. پنج تا شش هزار ارمنی از ایروان و وان و نخجوان گریخته و به اینان پیوسته بودند. بیست هزار سپاهی و هشتصد نفر سرکرده روسی و ۷۲ نفر سرکرده فرانسوی داشتند به همراه ۲۵ توپ و ۱۰۰ مسلسل.

## آشوریه آزاد ارومیه
"مانیفست یکی‌سازی و اتحاد آشوریه آزاد ارومیه "، بیانیه‌ای بود که در ارومیه کمی پس از انقلاب اکتبر منتشر شد و فصل نخست آن حدود سرزمینی دولت مستقل ملی آشوری را شامل "ارومیه، موصل، طور عبدین، نصیبین، جزیره و جولارمگ " می‌دانست و همکاری با روسیه آزاد (یعنی غیر تزاری) را در زمینه اقتصاد، تجارت و البته نظامی درخواست می‌نمود و خواستار همپیمانی با روسیه بود.ص۱۳۰،

## بازآمدن سپاه عثمانی به آذربایجان

نقاط سرخ مرکزهایی را که در آن کشتار آسوریان انجام شده و سبز قلمرو امپراتوری عثمانی را نشان می‌دهد

پس از شورش عرب‌ها در امپراتوری عثمانی و ورود آمریکا به جنگ، نیروهای عثمانی برای جبران شکست‌ها در عراق و نواحی دیگر، سعی در تصرف مناطق ترک‌زبان (آذری) در شمال و جنوب رود ارس نمودند که در این راه با ارمنیان و گرجیان و آسوریان درگیر شدند.

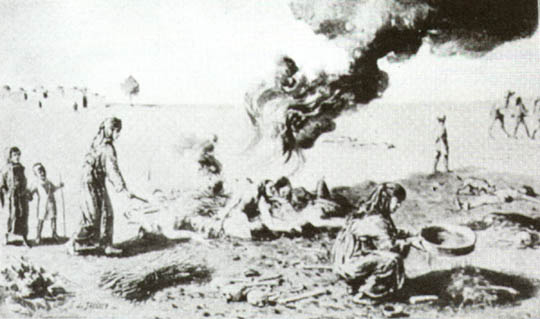
سوزاندن پیکر مسیحیان مرده. انگیزه این کار، بدست آوردن طلا یا سنگهای قیمتی بود که برای غارت نشدن بلعیده شده بود.

جنبش ترکان جوان که دارای گرایش‌های پان ترکیستی می‌بودند، تمایل به گسترش مرزهای سرزمینی خود داشتند. از آن جا که بیشتر سرزمین‌های اروپایی تحت سیطرهٔ خود را در خلال جنگ جهانی اول از دست داده‌بودند، در اندیشهٔ شکست دادن امپراتوری روسیه و گسترش مرزهای خود در شرق و ضمیمه ساختن مناطق ترک‌زبان قفقاز و آسیای مرکزی به امپراتوری عثمانی افتادند. بر همین اساس، ترکان عثمانی شروع به پاکسازی مناطق غیرترک‌نشین امپراتوری کردند. در این راستا، ارمنیان که بزرگ‌ترین اقلیت غیرترک ساکن در عثمانی و همچنین جداکنندهٔ مناطق ترک‌زبان قفقاز و ترکان عثمانی از منظر جغرافیایی بودند، قربانی نخستین نسل‌کشی قرن بیستم شدند. همزمان اقوام دیگر نظیر آشوریان مسیحی نیز در همین راستا نسل‌کشی شدند.
تا این زمان (پیش از بازگشت لشکریان عثمانی به آذربایجان)، در سلماس آبادی ای نمانده و مردم بیچاره یا کشته یا پراکنده شده بودند، در ارومیه که هنوز عده‌ای از مردم باقی‌مانده بودند باز روزی نمی‌گذشت که چندین تن از زن و مرد و کوچک کشته شوند. ژنرال دنسترویل در این زمان به همدان و قزوین آمده بود. در نیمه نخست خرداد یک دسته از سپاه عثمانی از راه خوی به سلماس آمدند و مسیحیان به سرکردگی آقا پتروس را شکست دادند. آوارگی مسیحیان از سلماس به ارومیه باز باعث آدمکشی و غارت در ارومیه شد. در این میان آندرانیک، فرمانده سپاه داوطلب ارمنی، که برای متفقین می‌جنگید، به خوی حمله کرد که باعث عقب‌نشینی عثمانی‌ها از اطراف ارومیه شد. علت این حمله به خوی این بود که در ژانویه ۱۹۱۸ و تشکیل جمهوری ارمنستان در ۲۸ مه ۱۹۱۸ / هفتم خرداد ماه ۱۲۹۸ شمسی، داشناک‌ها لازم می‌بینند برای ایجاد ارمنستان کبیر محور وان، ایروان، و نخجوان را به همدیگر وصل کرده و نیروهای خود را به هم ارتباط دهند بنابرین تصمیم می‌گیرند به هر قیمتی شده خوی را تصرف کنند. سرکرده سپاه عثمانی در خوی از مردم شهر تقاضای کمک نمود که کسی به او نپیوست و خود عثمانیان به تنهایی در ایواوغلی که با خوی سه فرسنگ فاصله دارد با ارمنیان وارد جنگ شدند که شکست خوردند و هشت نفر زخمی از سپاه عثمانی در شهر باقی ماند. بدنبال فتوای مراجع تقلید خوی و همکاری مردم، اهالی شهر در مقابل سپاه آندرانیک مقاومت کرده تا هنگامی که لشکر عثمانی از سوی سلماس رسید و ارمنیان شکست خوردند. پس از دو سه روز عثمانیان تمام مردان ارمنی خوی و پیرامون آن را قتل‌عام نمودند.
پس از این ناکامیها، آسوریان در ارومیه خشونت را افزایش داده و به مردم ارومیه می‌گفتند که عثمانیان را شما خواسته‌اید که بسر ما بیایند و پیاپی مردمان شهر را به قتل می‌رساندند؛ از کسانی بنامی که در این روزها کشتند آقا میر محمد پیشنماز خلخالی (که از سادات مجرب و محترم بود) که سرش را بریدند و تکه‌تکه اش کردند.
در این هنگام چون کلیه خطوط تلگراف پاره شده بود و جمعیت محلی هم پراکنده، و رفت‌وآمدی هم به این ناحیه نمی‌شد، آسوریان در بلاتکلیفی و ترس شدیدی گرفتار شده بودند که ناشی از نزدیک شدن سپاه عثمانی و خبر نداشتن از وضعیت متفقین و محل استقرار آن‌ها بود. در دوشنبه شانزدهم تیر، یک هواپیمای انگلیسی، وابسته به نیروی دنسترویل (ژنرال انگلیسی مأمور به عبور به سمت باکو) به ارومیه آمد و با آسوریان قرار گذاشت که در صایین قلعه به نیروهای انگلیسی بپیوندند تا پیوستگی عثمانیان را از راه همدان - ارومیه قطع کنند و با اشغال تبریز، قفقاز را از عثمانی‌ها بازپس گیرند. پس از این ملاقات، در ناحیه میانه درگیری شدیدی بین عثمانی‌ها و آسوری‌ها پیش‌آمد که منجر به عقب‌نشینی عثمانی‌ها شد، اما از طرف سلماس نیروی عثمانی پیش می‌آمد. باز در جریان فرار آسوری‌ها از شهر، آدمکشی‌هایی اتفاق افتاد. پیشروان سپاه عثمانی که به شهر وارد شدند، خود به چپاول مسیحی و غیر مسیحی پرداختند. در مسیون مسیحی فرانسوی بسیاری از مسیحیان ضعیفی که امکان فرار از شهر را نداشتند، بدست عثمانیان قتل‌عام شدند و مسیو سونتاق (به انگلیسی: Giacomo Emilio Sontag) که نماینده پاپ در ارومیه بود و واقعاً با مردم خوشرفتاری می‌کرد بدست عثمانیان کشته شد: این فرد در دوران چیرگی آسوریان از هیچ کوششی در نجات مردم و نکوهش رفتار جیلوها دریغ نمی‌کرد. با وجود اینکه مردم اجتماع نموده و از عثمانیان درخواست آزادی این فرد و کشیشان دستگیرشده را نمودند، با این وجود عثمانیان پروا نکردند و ایشان را در جلوی مسجد مناره تیرباران کردند. بسیاری از اهالی بومی مسیحی شهر (به غیر از جلوها) در خانه‌های همسایگان مسلمان خود پنهان شدند که باعث شد عثمانیان خانه‌های شهر را تک به تک جستجو کنند و از کسانی که یافتند و به قتل رساندند، فردی بنام دکتر اسرائیل از سران مسیحی شهربود که اتفاقاً با مسلمانان خوشرفتار نبود و در زمان چیرگی جیلوها دائم تشویق به خونریزی می‌کرد، اما در خانه همسایه مسلمانش پناه گرفته بود. مسیحیانی که از شهر گریختند به سلماس رفتند و تعدادی عثمانی آن‌ها را تعقیب کرده و زنان و فرزندان ایشان را دستگیر می‌کردند، در میان خود ایشان هم هرکس به فکر خود بود و جلوها و ارمنیان قفقازی بقیه را غارت می‌کردند. در میاندوآب، مجدالسطنه دست به کشتار ایشان زد و سپس کردان هم بسیاری از ایشان را کشتند و غارت کردند. جمعاً حدود پنجاه هزار نفر به صایین قلعه رسیدند که دنسترویل ایشان را به بعقوبه فرستاد. کسروی تعداد کشته شدگان مسلمان را در طی کل این دوره بیش از صد وسی هزار نفر می‌داند و کشتگان مسیحی را انبوه ذکر می‌کند. پس از این دوران در نواحی سلماس و ارومیه جمعیت به حدی کم بود که تمام محصول در دهات دست نخورده می‌ماند و عثمانی‌ها افراد را به زور به دهات می‌فرستادند تا محصول را جمع کنند و به شهر بیاورند.

## دفاع ایرانیان از یکدیگر
کنسول انگلیس در سال ۱۹۱۵ می‌نویسد بسیاری از ایرانیان سعی در پناه دادن ارامنه و آسوری‌ها در منازل خود داشتند، ولی مأموران عثمانی نمی‌گذاشتند. همچنین در سلماس، ۷۵۰ نفر از آسوریان در منازل ایرانیان پنهان شدند که افسر عثمانی دستور حمله به خانه‌های ایرانیان را صادر نمود که این عده همگی کشته شدند. از سوی دیگر در مورد دفاع ایرانیان مسیحی از همسایگان مسلمانشان کسروی اینطور می‌گوید: «چنان‌که توفیق هم می‌نویسد این مسیحیان همه به یکحال نمی‌بودند و بسیاری از مسیحیان خود ارومی به پیش‌آمد خرسندی نداده و دلتنگی می‌نموده‌اند و کسانی از آنان آشنایان و دوستان خود را از مسلمانان نگه می‌داشته‌اند، و توفیق از اینگونه می‌شمارد. بارون مناسگان بازرگان تبریزی و دکتر شموئیل و به‌به عیوضوف را.»
درپی لشکرکشی آندرانیک به خوی و شکست خوردنش هم، آندرانیک دو قریه معتبر را (در نخجوان) با زن و بچه قتل‌عام نمود که به آن جهت علی احسان پاشا (فرمانده عثمانی) به روشنی به اقبال السلطنه ماکویی و ضابطین آن حدود نوشته بود که در عوض مسلمانان، ارامنه ماکو و کشمش تپه و قره کلیسا و خوی باید قتل‌عام شوند و اگر از خوانین و اهالی کسی جانبداری نماید، خودش مصلوب و همه داراییش مصادره خواهد شد. اقبال السلطنه می‌نویسد که اهالی هیچ اقدامی برای اجرای دستور عثمانی نکردند، ولی " عساکر عثمانی با واغون آمده و در پایین محله ارامنه پیاده شده و با کمک مهاجرین قفقاز که از تعدیات ارامنه گریخته و به ماکو آمده بودند، اقدام به قتل‌عام نمودند. از اهالی کسی اشتراک ننمود " در قره کلیسا، اقبال السطنه، پسر خودش را فرستاد تا به مسیحیان بفهماند که یا بگریزند یا اموال خودشان را با سند و دست خط اقبال السلطنه به او امانت بدهند و ظاهراً ادعای مسلمانی کنند تا قتل‌عام نشوند، اما آنان نپذیرفتند و اظهار کردند که باید با فائق افندی و لشکر عثمانی بجنگند.

## سرنوشت بازیگران کشتارها

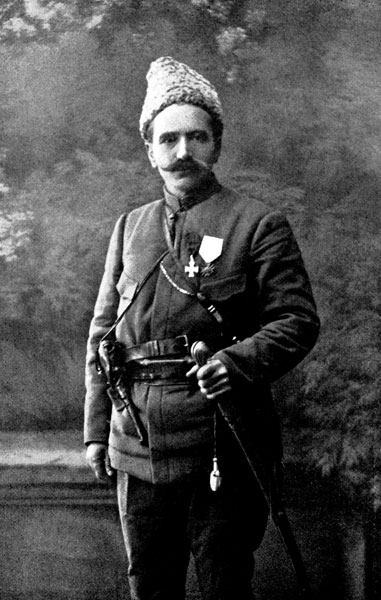
آندرانیک اوزانیان، ژنرال ارمنی

جنازه اسماعیل آقا سیمیتقو

آقا پتروس، در لباس ژنرالی متفقین

سمیتقو، چندین سال بعد (۱۹۳۰) پس از بدون پشتیبان ماندن، از قوای دولتی شکست خورد و به همان روشی که مارشیمون را به قتل رسانده بود، کشته شد. بعضی از پاشاهای عثمانی از ترکان جوان که در نسل‌کشیها دست داشتند توسط داشناکها ترور شدند. دکتر ویلیام شت، کشیش آمریکایی که در برافروختن فجایع دست داشت را در راه صایین قلعه، کنار تیر تلگرافی مرده یافتند که در گورستان مسیحیان تبریز (لیلاوا) دفن شد. آقا پتروس، سرکرده آسوریان که به بعقوبه رفت، در کنفرانس لوزان دوباره طرفدار ترکیه شد و قول داد که در مقابل برگشت به حکاری، نسبت به ترکیه وفادار بماند که نتیجه‌ای نداشت و بقایای جیلوها در عراق باقی ماندند: خود آقا پتروس هم در پرونده‌ای که شامل سوءاستفاده مالی از یک یتیم‌خانه بود در کانادا درگیر شد و از دست پلیس کانادا که در پی بازداشت او بود فرار کرد و به واتیکان رفت به عنوان اینکه می‌خواهد قبیله اش را از کلیسای آشوری تابع کاتولیک‌ها کند که باعث شد واتیکان به او دو مدال بدهد، سرانجام در تولوز فرانسه سکته مغزی کرد و درگذشت (۵۲ سالگی). آندرانیک هم در ریچاردسون اسپرینگ کالیفرنیا آمریکا درگذشت و موفق به دیدن استقلال ارمنستان نشد. شاید شکست در نبرد خوی در این مسئله دخالت داشت
دکتر هری پاکارد (به انگلیسی: Dr. Harry P. Packard) که جراح میسیون آمریکایی‌ها، نفر دوم پس از دکتر شت و طی دوران اشغال جیلوها رئیس پلیس آن‌ها بود پس از پایان درگیری‌ها به ارومیه برگشت، اما اهالی با مشاهده اینکه او به سران کردها پول پرداخت می‌کند و محافظین مسلح میسیون همگی از ایشان هستند، پس از حمله ناموفق کردها (سمیتقو) به ارومیه، به میسیون آمریکایی حمله کردند و ۲۷۰ نفر مسیحی از ۹۰۰ نفر را که به آن مکان پناه برده بودند قتل‌عام کردند، در این میان مأموران دولتی توانستند جلوی مردم را بگیرند و دکتر پاکارد و خانواده‌اش سالم ماندند و به تهران رفتند (ششم خرداد ۱۲۹۸ شمسی ۲۸ می ۱۹۱۹). البته کسروی تعداد کشته‌شدگان را شصت نفر نوشته‌است. تا سال ۱۹۲۳ پاکارد هنوز قصد داشت به ارومیه برگردد که وزیر امور خارجه وقت (دکتر مصدق) با این عنوان مخالفت نمود که «دکتر پاکارد قبلاً درگیر فعالیتهای انقلابی بوده‌است و بازگشت ایشان موجب بازگشت مشکلات قبلی خواهد شد» دکتر پاکارد پیش از اینکه در ۱۹۰۶ به میسیونری در ارومیه بیاید، در گارد ملی کلرادو نقش نظامی در سرکوب اعتراضات کارگران معادن کریپل‌کریگ (جنگ کارگران کلرادو) داشته و بقول هوگو میلر، نویسنده آمریکایی، «پاکارد یک نفر قوی‌هیکل با صدای قوی بود که وقتی سوار اسب می‌شد مثل ژنرالها بنظر می‌آمد». به هرحال، از دید پروفسور زیرینسکی، بازگشت پاکارد به ارومیه ناعاقلانه بوده و شرایط را بدتر نموده؛ اینکه جمعیت ایرانی از حضور دوباره او و امکان جدایی ارومیه تحت حمایت انگلیسی‌ها هراس داشته و هراس آنان از روابط او با کردها، بی‌پایه نبوده‌است.ص ۱۷ و ۱۸